# Simeri Crichi
Simeri Crichi är en ort och kommun i provinsen Catanzaro i regionen Kalabrien i Italien. Kommunen hade 4 718 invånare (2018).